# Spirits Having Flown
Spirits Having Flown ist das 15. Studioalbum der australisch-britischen Band Bee Gees aus dem Jahr 1979.

## Produktion
Die Aufnahmen zu diesem Album begannen im Frühjahr 1978, zu einem Zeitpunkt, als sich der Erfolg von »Saturday Night Fever« zwar langsam abzeichnete, seinen Höhepunkt jedoch noch nicht erreicht hatte. Außerdem erschien im Sommer 1978 der Kinofilm »Sgt Peppers Lonely Hearts Club Band« sowie dessen Soundtrack bei dem die Bee Gees maßgeblich beteiligt waren. Nicht völlig unerwartet entpuppten sich Film und Album sehr schnell sowohl als künstlerisches aber auch als kommerzielles Desaster. All dies hatte durchaus Einfluss auf die Sessions in den Criteria Studios und ist möglicherweise ein Grund für die ungewohnt lange Zeit, die die Band im Studio verbrachte, um das Album fertigzustellen. Außerdem gibt es Berichte über den überbordenden Perfektionismus, den die Produzenten und Tontechniker bei den Aufnahmen an den Tag gelegt haben sollen. Verbürgt ist, dass für „Too Much Heaven“ alleine für den Gesang 27 Tonspuren verwendet wurden.
Zur selben Zeit nahm die Popgruppe Chicago in einem Nachbarstudio ihr Album Hot Streets auf. Während die Gibb-Brüder zu dem Chicago-Titel Little Miss Lovin' ein Gastspiel gaben, gastierten die Chicago Horns James Pankow, Walter Parazaider und Lee Loughnane auf „Too Much Heaven“ und „Stop (Think Again)“. Blue Weaver spielte Synthesizer auf No Tell Lover.
Maurice Gibb war nur geringfügig an der Entstehung des Albums beteiligt. Seine Alkoholsucht und Probleme mit den Bandscheiben machten den Aufenthalt im Studio beinahe unmöglich. Da auch Robin Gibb mit persönlichen Problemen zu kämpfen hatte und sich im Laufe des Jahres immer wieder in Europa aufhielt, war es vor allem Barry Gibb, der die Produktion des Albums prägte. Er übernahm die allermeisten Gesangsparts, fast durchgängig im Falsett eingesungen.

## Veröffentlichung
Das Album erschien 1979 bei RSO, weltweit vertrieben von PolyGram und erhielt vom audiophilen Label Nautilus Recordings eine Auflage in dessen SuperDiscs-Reihe. 1989 erschien das Album weltweit auf Compact Disc. Seit 2008 ist es in Europa auch digital verfügbar. Das Album wurde in den USA auch als Picture Disc aufgelegt.
- 1979: RSO 2658 216 (LP)
- 1980: Nautilus Recordings NR 17 (LP)
- 1987: Japan: RSO P33W 25015 (CD)
- 1989: Polydor 827 335-2 (CD)
- 2006: Reprise Records 8122-77607-2 (CD)
- 2008: Digital download
- 2020: Capitol Records 602508005657 (LP)

## Titelliste
Alle Kompositionen stammen von Barry, Robin & Maurice Gibb aus dem Jahr 1978.
- A1. Tragedy
- A2. Too Much Heaven
- A3. Love You Inside Out
- A4. Reaching Out
- A5. Spirits Having Flown
- B1. Search, Find
- B2. Stop (Think Again)
- B3. Living Together
- B4. I’m Satisfied
- B5. Until

## Mitwirkende
| - Toningenieure: - Karl Richardson - Dennis Hetzendorfer - John Blanche - Gitarre: - Alan Kendall - George Terry - Schlagzeug: Dennis Bryon - Keyboard, Synthesizer: Blue Weaver - Saxophon: Gary Brown - Percussion: - Joe Lala - Daniel Ben Zebulon | - Bass: Harold Cowart - Querflöte: Herbie Mann auf „Spirits Having Flown“ - Bläser: Boneroo Horns: - Peter Graves - Ken Faulk - Bill Purse - Neil Bosanti - Whit Sidener - Stan Webb - Chicago Horns - James Pankow - Walter Parazaider - Lee Loughnane |

## Rezensionen
Bereits im Mai 1978 verkündete Barry Gibb im Rahmen einer Pressekonferenz bei der UNO in New York, die Band wolle von ihrem Erfolg etwas abgeben, und die Tantiemen für eine ihrer Kompositionen komplett an das Kinderhilfswerk der Vereinten Nationen (UNICEF) übertragen zu wollen. „Too Much Heaven“ erschien Ende November 1978 als Single und kündigte das Music for UNICEF Konzert an, das am 9. Januar 1979 in New York stattfand und ebenfalls später als Langspielplatte erschien. Bis heute hat „Too Much Heaven“ mehr als 7 Millionen Dollar für die UNICEF eingespielt.
Die Entscheidung das Album komplett mit Barry Gibbs Falsettgesang einzuspielen, wurde von vielen als unglücklich angesehen. Stephen Holden schrieb 1979 im Rolling Stone:

“Most of the songs are sung with perfect pitch, but the trio's piercing collective falsetto (built around Barry's lead vocals) is so relentless that the few moments in which the voices drop to their natural register come as a relief. The Four Seasons, alas, and not Smokey Robinson are the prototype for such an unearthly style: shrill, stiff, mechanical yowls that generate tension yet aren't expressive enough to carry an entire LP.”

„Love You Inside Out“ war 2004 als „Inside and Out“ für die Kanadierin Leslie Feist ein moderater Hit.

## Kommerzieller Erfolg

### Chartplatzierungen
Spirits Having Flown avancierte weltweit zum Nummer-eins-Album, unter anderem in Deutschland, Neuseeland, Norwegen, Schweden, den Vereinigten Staaten und dem Vereinigten Königreich.
| ChartsChartplatzierungen       | Höchstplatzierung | Wochen/ Monate |
| ------------------------------ | ----------------- | -------------- |
| Deutschland (GfK)              | 1 (33 Wo.)        | 33 Wo.         |
| Österreich (Ö3)                | 2 (7 Mt.)         | 7 Mt.          |
| Vereinigte Staaten (Billboard) | 1 (55 Wo.)        | 55 Wo.         |
| Vereinigtes Königreich (OCC)   | 1 (33 Wo.)        | 33 Wo.         |

| ChartsJahrescharts (1979) | Platzierung |
| ------------------------- | ----------- |
| Deutschland (GfK)         | 10          |
| Österreich (Ö3)           | 4           |

### Auszeichnungen für Musikverkäufe
Spirits Having Flown bekam weltweit zweimal Gold und neun Mal Platin für über zwei Millionen verkauften Einheiten verliehen. Verschiedenen Quellen zufolge soll es sich zwischen 20 und 30 Millionen Mal verkauft haben, womit es nicht nur die zweitmeistverkaufte Veröffentlichung nach Saturday Night Fever: The Original Movie Sound Track (40 Millionen) der Bee Gees ist, sondern auch zu den weltweit meistverkauften Musikalben zählt.
| Land/Region                  | Auszeichnungen für Musikverkäufe (Land/Region, Auszeichnung, Verkäufe) | Verkäufe  |
| ---------------------------- | ---------------------------------------------------------------------- | --------- |
| Finnland (IFPI)              | Gold                                                                   | 25.000    |
| Frankreich (SNEP)            | Gold                                                                   | 100.000   |
| Hongkong (IFPI/HKRIA)        | Platin                                                                 | 20.000    |
| Kanada (MC)                  | 5× Platin                                                              | 500.000   |
| Neuseeland (RMNZ)            | Platin                                                                 | 10.000    |
| Norwegen (IFPI)              | —                                                                      | 115.000   |
| Vereinigte Staaten (RIAA)    | Platin                                                                 | 1.000.000 |
| Vereinigtes Königreich (BPI) | Platin                                                                 | 300.000   |
| Insgesamt                    | 2× Gold · 9× Platin ·                                                  | 2.070.000 |

Hauptartikel: Bee Gees/Auszeichnungen für Musikverkäufe